# Championnat de France de basket-ball de Nationale masculine 2 1992-1993
Navigation
Saison précédente Saison suivante
La saison 1992-1993 du championnat de France de basket-ball de Nationale 2 est la 44e édition du Nationale 2. C'est le troisième plus haut niveau du championnat de France de basket-ball et le plus haut niveau amateur. Vingt-huit clubs participent à la compétition dans un championnat de deux poules de quatorze clubs.
Le premier de chaque poule dispute une finale en aller-retour pour déterminer le Champion de France de Nationale 2.

## Saison régulière

### Classement de la saison régulière

#### Groupe A[1]
| Rang | Équipe              | Pts | J  | G  | P  | Pp   | Pc   | Diff |
| ---- | ------------------- | --- | -- | -- | -- | ---- | ---- | ---- |
| 1    | Besançon            | 50  | 26 | 24 | 2  | 2305 | 2046 | 259  |
| 2    | Maurienne           | 45  | 26 | 19 | 7  | 2406 | 2141 | 265  |
| 3    | Vrigne-aux-Bois (P) | 44  | 26 | 18 | 8  | 2542 | 2412 | 130  |
| 4    | Ajaccio (P)         | 42  | 26 | 16 | 10 | 2439 | 2408 | 31   |
| 5    | Cambrésis Proville  | 39  | 26 | 13 | 13 | 2232 | 2282 | -50  |
| 6    | Chalon-sur-Saône    | 39  | 26 | 13 | 13 | 2305 | 2293 | 12   |
| 7    | Vichy (P)           | 38  | 26 | 12 | 14 | 2437 | 2465 | -28  |
| 8    | Ronchin-Thumesnil   | 38  | 26 | 12 | 14 | 2297 | 2349 | -52  |
| 9    | Golbey-Epinal       | 37  | 26 | 11 | 15 | 2383 | 2375 | 8    |
| 10   | Tarare              | 36  | 26 | 10 | 16 | 2261 | 2377 | -116 |
| 11   | Vienne              | 36  | 26 | 10 | 16 | 2106 | 2238 | -132 |
| 12   | Athis Mons          | 35  | 26 | 9  | 17 | 2242 | 2317 | -75  |
| 13   | Troyes (P)          | 34  | 26 | 8  | 18 | 2142 | 2280 | -138 |
| 14   | Golfe-Juan          | 33  | 26 | 7  | 19 | 2115 | 2229 | -114 |

|     | Accession directe en Pro B |
|     | Relégation en Nationale 3  |
| (P) | Promu 1992                 |

#### Groupe B[2]
| Rang | Équipe              | Pts | J  | G  | P  | Pp | Pc | Diff |
| ---- | ------------------- | --- | -- | -- | -- | -- | -- | ---- |
| 1    | Lourdes             | 43  | 24 | 19 | 5  | 0  | 0  |      |
| 2    | Brest               | 41  | 24 | 17 | 7  | 0  | 0  |      |
| 3    | Blois               | 39  | 24 | 15 | 9  | 0  | 0  |      |
| 4    | Le Havre            | 38  | 24 | 14 | 10 | 0  | 0  |      |
| 5    | Nantes (R)          | 38  | 24 | 14 | 10 | 0  | 0  |      |
| 6    | Angers BC           | 37  | 24 | 13 | 11 | 0  | 0  |      |
| 7    | Bondy (P)           | 36  | 24 | 12 | 12 | 0  | 0  |      |
| 8    | Valence-sur-Baïse   | 36  | 24 | 12 | 12 | 0  | 0  |      |
| 9    | Mont-de-Marsan      | 35  | 24 | 11 | 13 | 0  | 0  |      |
| 10   | Calais (P)          | 35  | 24 | 11 | 13 | 0  | 0  |      |
| 11   | Hagetmau (P)        | 33  | 24 | 9  | 15 | 0  | 0  |      |
| 12   | Saint-Jean-de-Braye | 29  | 24 | 5  | 19 | 0  | 0  |      |
| 13   | Bordeaux            | 27  | 24 | 3  | 21 | 0  | 0  |      |
| 14   | Joué BC             | 0   | 0  | 0  | 0  | 0  | 0  |      |

|     | Accession directe en Pro B |
|     | Relégation en Nationale 3  |
| (P) | Promu 1992                 |
| (R) | Relégué 1992               |

### Meilleurs marqueurs
Classement après la 15e journée
| Clas. | Prénom Nom       | Club             | Groupe   | Moy  |
| ----- | ---------------- | ---------------- | -------- | ---- |
| 1     | Mike Vreeswyk    | Bordeaux         | Groupe B | 39.4 |
| 2     | Forrest McKenzie | Ajaccio          | Groupe A | 36.2 |
| 3     | John Potter      | Vichy            | Groupe A | 35.7 |
| 4     | Tzvetan Antov    | Lille            | Groupe A | 32.5 |
| 5     | Steve Watson     | Nantes           | Groupe B | 32.0 |
| 6     | Etienne Preira   | Blois            | Groupe B | 32.0 |
| 7     | Byron Tucker     | Valence          | Groupe B | 29.9 |
| 8     | Lester Rowe      | St-Jean-de-Braye | Groupe B | 28.8 |
| 9     | Ken Leeks        | Vienne           | Groupe A | 27.7 |
| 10    | David Degistz    | Brest            | Groupe B | 27.7 |
| 11    | Tom Schafer      | Golfe-Juan       | Groupe A | 26.5 |
| 12    | Iouri Silverstov | Hagetmau         | Groupe B | 25.9 |
| 13    | Vernel Singleton | Golbey-Epinal    | Groupe A | 25.6 |
| 14    | Mike Doyle       | Vrigne           | Groupe A | 25.1 |
| 15    | Alexandre Sylva  | Vrigne           | Groupe A | 24.6 |
| 16    | Robert Carman    | Troyes           | Groupe A | 23.8 |
| 17    | Larry Jones      | Maurienne        | Groupe A | 23.5 |
| 18    | Matt Lien        | Calais           | Groupe B | 22.7 |
| 19    | Alex Nelcha      | Maurienne        | Groupe A | 22.5 |
| 20    | Robert Dykes     | Lourdes          | Groupe B | 22.4 |
| 21    | Ronnie Smith     | Besançon         | Groupe A | 21.3 |
| 22    | Mark Mc Swain    | Chalon           | Groupe A | 21.3 |